# Szenior úszó-világbajnokság
A szenior úszó-világbajnokság (angolul: FINA World Masters Championships) egy kétévente megrendezésre kerülő világbajnokság a vizes sportágak résztvevői számára. A Nemzetközi Úszószövetség szabályai szerint 25 év feletti sportolók vehetnek részt a tornán, amelyen úszásban, mű- és toronyugrásban, vízilabdában, nyílt vízi úszásban és szinkronúszásban mérhetik össze tudásukat a nevező országok csapatai. 2015 óta az úszó-világbajnoksággal azonos helyszínen rendezik meg.

## Eddigi tornák és helyszínek
| Év   | Sorszám | Helyszín          | Dátum                      |
| ---- | ------- | ----------------- | -------------------------- |
| 1986 | 1.      | Tokió             | július 12–16.              |
| 1988 | 2.      | Brisbane          | október 10–15.             |
| 1990 | 3.      | Rio de Janeiro    | augusztus 6–13.            |
| 1992 | 4.      | Indianapolis      | június 25. – július 5.     |
| 1994 | 5.      | Montréal          | július 4–10.               |
| 1996 | 6.      | Sheffield         | június 23. – július 3.     |
| 1998 | 7.      | Casablanca        | június 19–30.              |
| 2000 | 8.      | München           | július 29. – augusztus 4.  |
| 2002 | 9.      | Christchurch      | március 21. – április 3.   |
| 2004 | 10.     | Riccione          | június 1–13.               |
| 2006 | 11.     | Stanford          | augusztus 4–17.            |
| 2008 | 12.     | Perth             | április 18–25.             |
| 2010 | 13.     | Göteborg és Borås | július 27. – augusztus 7.  |
| 2012 | 14.     | Riccione          | június 3–17.               |
| 2014 | 15.     | Montréal          | július 27. – augusztus 10. |
| 2015 | 16.     | Kazany            | augusztus 5–16.            |
| 2017 | 17.     | Budapest          | augusztus 7–20.            |
| 2019 | 18.     | Kvangdzsu         | augusztus 9–18.            |